# Корэйся (знак)
Корэйся (яп. 高齢者マーク ко:рэйся ма:ку) — специальный знак в Японии, располагаемый на автомобилях, возраст водителей которых старше 75 лет.
Водители в возрасте от 75 лет и старше обязаны располагать этот знак спереди и сзади своего автомобиля, тем самым участники дорожного движения информируются о пожилом водителе за рулём данного автомобиля.
Для начинающих водителей в Японии установлен другой специальный знак — «сёсинся». Оба знака служат для того, чтобы указать на неопытных водителей в силу их преклонного или молодого возрастов.
Знак «Корэйся» был введён в 1997 году и существовал до января 2011 года. Так как пожилые водители зачастую отказывались его использовать из-за ассоциации с увядающим листком дерева, 1 февраля 2011 года дизайн этого знака был изменен на новый, более жизнеутверждающий.

Знак Корэйся
Старый знак
Новый знак